# Farní sbor Českobratrské církve evangelické v Javorníku u Jeseníku
Farní sbor Českobratrské církve evangelické v Javorníku u Jeseníku byl sborem Českobratrské církve evangelické v Javorníku u Jeseníku. Sbor spadal pod Moravskoslezský seniorát.
Sbor byl založen roku 1950. Od 1. 1. 2025 byl sloučen se sborem v Jeseníku jako jeho kazatelská stanice.
Sbor administrovala f. Daniela Havirová, kurátorem sboru byl Jaroslav Švehla, ve sboru byla ve konci jeho fungování jmenována správní komise.
Za působení faráře Adolfa Petra vznikla tradice setkávání nejen evangelické mládeže z Česka i zahraničí, které probíhalo jak přímo v Javorníku tak v nedaleké vesnici Travná.

## Faráři sboru
- Adolf Petr jako vikář (1957–1964)
- Adolf Petr (1964–2005)
- Pavel Prejda, administrátor z Jeseníka (2005–2008)
- Jiří Tengler, administrátor ze Zábřeha (2008–2009)
- Daniela Havirová, administrátorka z Jeseníka (2009–2013)
- Vlastislav Stejskal, administrátor ze Zábřeha (2013–)
- Daniela Havirová, administrátorka z Jeseníka (k 2024)